# Club Sportivo Peñarol
El Club Sportivo Peñarol es una entidad deportiva dedicada a la práctica del fútbol fundada el día 24 de noviembre del 1918 y que tiene sede en la localidad de Chimbas, próxima a la ciudad de San Juan, en Argentina. El club tiene una rica historia en la Liga Sanjuanina de fútbol. Luego de disputar el Torneo Regional Federal Amateur 2019 consiguió por primera vez en su historia el ascenso al Torneo Federal A. 
Actualmente disputó el Torneo Regional Federal Amateur 2024/2025, clasificándose 11° en la Tabla de Segundos de la Primera Rueda, quedando eliminado.

## Historia
El club se fundó el 24 de noviembre del 1918 en la Plaza de la Concepción, ubicada en la capital sanjuanina. El club tomó su nombre del Peñarol de Uruguay y tomó los colores de  Club Atlético Chacarita Juniors de Buenos Aires, los colores rojo, blanco y negro. Pero en el primer pedido de camisetas, desde Buenos Aires enviaron la indumentaria con los colores rojo, blanco y azul (en lugar de negro) por equivocación. Lo mismo gustó y se decidió quedar de esa manera. Luego de pasar por varias canchas en la capital, en la década de 1970 se trasladan al Departamento Chimbas. Fue campeón de la Liga Sanjuanina de Fútbol en 6 ocasiones, la última en 2017. 
A nivel nacional, no destacaría sino hasta el año 1979, donde clasificaría para disputar el Torneo Regional 1979/80, donde sería eliminado velozmente por el club Juventud Unida Universitario de San Luis tras empatar 1-1 la ida como local, pero perder 2-0 como visitante. 
Participaría de las ediciones 2007, 2008, 2011 y 2012 del Torneo del Interior (quinta división argentina), sin resultados destacables. 
Participó varias temporadas en la Cuarta División argentina; jugó las 5 ediciones del torneo Federal B (2014, 2015, 2016, complementario 2016 y 2017) más la primera del Torneo Regional Federal 2019, sumando 6 temporadas consecutivas por Cuarta División. 
Participó en el Torneo Regional Federal Amateur 2019, donde compartió grupo con Colón Junior, Sportivo del Bono y Juventud Alianza; cuatro triunfos, un empate y una caída lo dejaron en primer lugar, pudiendo acceder a la fase eliminatoria, en la que venció sin mayores inconvenientes a Defensores de la Boca por global de 3-1; a Colón Junior con global de 5-2 y Sporting Victoria de San Luis por global de 5-0. Jugó la final contra San Martín (Mendoza), perdiendo 1-0 la ida, pero goleando 3-0 en la vuelta. Como ganador de la región Cuyo, enfrentó a Independiente de Chivilcoy por un ascenso al Torneo Federal A. Ganó ambos cotejos por 2-1 y obtuvo el ascenso a la tercera división por primera vez en su historia. El día del ascenso, el 16 de junio de 2019, en Chivilcoy, Sportivo Peñarol ascendió con estos jugadores: Carlos Biasotti, Mario Rebeco, Lucas Arturia, Pablo Costi, Francisco Fernández, Roberto Martín, Ernesto Ceballos, Carlos Fernández, Facundo González, Gabriel González y Gustavo Pereira. A los 60 minutos ingresó Alan Cantero, quien anotó los dos goles del tricolor. También ingresaron Víctor Gil y Hernán Muñoz.
El equipo sanjuanino disputó la Zona B del Torneo Federal A 2019-20, finalizando en la 14ª posición a causa de una mala campaña en la segunda ronda, quedando a 5 puntos del descenso que sufrió Sol de Mayo (Viedma). El bohemio debutó en el Federal A 2019-20 el 31 de agosto de 2019 con un empate sin goles contra un rival regional, el Club Deportivo Maipú, en el estadio Ramón Pablo Rojas. En el siguiente partido Sportivo Peñarol convierte el primer gol de su historia en la tercera división, frente a Cipoletti. El 13 de octubre de 2019 el club consigue su primera victoria, ante Olimpo de Bahía Blanca, por 1-0, con gol de Pablo Costi. 
A pesar de la mala campaña en el Federal A, el sistema de clasificación a la Copa Argentina 19-20 empleó únicamente la primera ronda del torneo, por lo que el equipo se clasificó a la fase preliminar regional. El 20 de febrero de 2020 derrotó a Desamparados de San Juan por 4-1 (5-1 global) y clasificó por primera vez en su historia a los 32vos de la Copa Argentina, donde cayó derrotado por 2 a 0 frente a Newell's Old Boys.
En 2021 el equipo obtuvo su mejor resultado hasta la fecha en el Torneo Federal A, quedando en el 4° lugar de la Zona 1, avanzando al reducido por el segundo ascenso con una campaña de 13 triunfos, 10 empates y 7 derrotas (tan sólo 2 en condición de local). En los octavos de final del reducido cayó ante Defensores de Pronunciamiento por un marcador de 5-2, en un partido que atrajo a la prensa nacional dado que en la previa del mismo se cayó un alambrado para-pelotas del que se colgaron algunos hinchas, de los cuales 2 debieron ser hospitalizados. La campaña del bohemio le permitió clasificarse a la Copa Argentina 2022, donde se enfrentará en 32vos de final a Colón de Santa Fe, reciente campeón del fútbol argentino, siendo este uno de los partidos más importantes de la historia del equipo sanjuanino. El encuentro disputado en Rafaela terminó en una ajustada derrota 2-1 para Sportivo Peñarol, siendo Juan Pablo Varona el autor del gol del bohemio.

## Jugadores

### Plantel 2025
- Actualizado al 10 de mayo de 2025

- Los equipos argentinos están limitados por la AFA a tener en su plantel de primera división un máximo de cuatro futbolistas extranjeros.

Mediocampistas: Francisco Javier Salinas: ex Juventud Alianza (San Juan); Lucas Andrés Saucedo a G.E.C.U.; Matias Tomas Rodríguez: ex Brown de Adrogué 
Delanteros: Rodrigo David Galván: Inferiores; Ignacio David Gonzalez: ex San Martin de San Juan; Javier Ezequiel Martínez: ex Real Pilar; Ruben Darío Tarasco: ex Rivadavia (Lincoln); Juan Pablo Varona: ex Chaco for Ever
Bajas: Carlos Biasotti volvió a Unión (Villa Krausse); Diego Pace a Círculo Deportivo (Nicanor Otamendi); Luis Argumosa a Independiente (Chivilcoy); Agustín Bellone, Julio Montero, Nelson da Silva a Olimpo; Lucas E. Fernández a Chaco for Ever; Emanuel Yori a UAI Urquiza; Francisco de Souza a G.E.C.U.; Fabricio Illanes a Crucero del Norte; Cristian Taborda a Cipolletti; Franco Emiliano Lepe Gil a Juventud Alianza (San Juan); Franco Fagundez (Uruguay) a Nacional (Uruguay).

## Resumen histórico
- Temporadas en Primera División: 0
- Temporadas en Segunda División: 0
- Temporadas en Tercera División: 3 (Torneo Federal A 2019-20, Torneo Transición Federal A  2020, Torneo Federal A 2021)
- Temporadas en Cuarta División:  7 (Argentino B 2000/01; Torneo Federal B 2014, 2015, 2016, Comp. 2016, 2017; y Torneo Regional Federal Amateur 2019)
- Temporadas en Quinta División:  4 (Torneo del Interior 2007, 2008, 2011, y 2012)
- Participaciones en Copa Argentina: 2 (2019-20; 2021-22

## Palmarés
- 'Liga Sanjuanina': (6) 1947, 1965, 1978, 1979, 2006, A-2017.